# Пила (Пјаченца)
Пила (итал. Pila) је насеље у Италији у округу Пјаченца, региону Емилија-Ромања.
Према процени из 2011. у насељу је живело 17 становника. Насеље се налази на надморској висини од 51 м.